# Albrechtsstollen-Silberzeche
Albrechtsstollen-Silberzeche war eine Bergbauanlage in der Nähe von Abertham im Bezirk Platten im böhmischen Teil des Erzgebirges. Sie wurde zuletzt von der Erzgebirgischen Bergbaugesellschaft in Abertham betrieben. Nachdem ein Teil des Stollens eingestürzt war, forderte die k. und k. Berghauptmannschaft Ellbogen die Gewerken dieser Zeche am 5. Juni 1863 in der Oesterreichischen Zeitschrift für Berg- und Hüttenwesen auf, innerhalb von 90 Tagen dieses Bergwerk wieder in Betrieb zu setzen, sonst würde die Bergbauberechtigung erlöschen.
Zu den Betreibern dieses Bergwerks zählten damals u. a.:
- Franz Graf Desfours-Walderode in Prag
- Egon Fürst von Fürstenberg in Prag
- Professor Franz Xaver Schneider in Prag
- Ambros Egermann, Glasfabrikant in Haida
- Rudolf Fürst Thurn und Taxis in Prag
- Rudolf Freiherr von Thysebart, Domdechant in Olmütz
- Adolf Arnold, Schichtmeister in Johanngeorgenstadt
- Anton Reitzner in Zwittermühl und dessen Erben
  - Carl Reitzner in Abertham
  - Anton Reitzner in Abertham
  - Ignaz Reitzner, Korbfabrikant in Zwittermühl
  - Josef Reitzner, Tischler in Zwittermühl
  - Franziska Hahn geb. Reitzner in Zwittermühl
  - Theresia Geyer geb. Reitzner in Zwittermühl